# Колорист
Колорист (англ. colorist) в технологической цепочке создания комикса[уточнить] отвечает за добавление цвета в чёрно-белую картинку.
До конца XX века для раскраски использовались только кисти и краски, теперь же для этого всё чаще используется компьютер и соответствующие программы.
Колорист может работать как напрямую с издателем (в виде наёмного работника в штате фирмы либо фрилансером), так и через специализированные студии, предлагающие услуги колоризации издателям.

## История

### В производстве комиксов
До начала использования компьютерной техники в производстве комиксов, раскраска производилась полностью вручную, при помощи кисточек и красок (самые популярные краски того времени — Dr.Ph. Martin’s). При этом код CMYK каждого использованного цвета указывался на полях рисунка для составления в итоге руководства по изготовлению цветовых форм (англ. color separation — создание на основе цветной картинки цветоделённых изображений по каждому из пигментов) для печати на печатном станке.
Ограничения технологии (и стоимости) печати накладывали в свою очередь ограничение на количество используемых при колеровке цветов. Например, компания DC Comics использовала только 64 цвета, которые получались при комбинации четырёх вариантов насыщенности (0 %, 25 %, 50 %, 100 %) каждого из трёх пигментов (без K-пигмента — чёрного). Отсутствие варианта с 75 % насыщенностью порой давало слишком большую разницу между соседними цветовыми областями. При этом не было разрешено использовать смеси из этих цветов, за исключением работ над обложкой комикса. Главным колористом обложек комиксов DC Comics с 1973 года и до середины 1980 годов была Татьяна Вуд.
В Marvel Comics колеровщик получал в своё распоряжение варианты с 75 % насыщенности, что давало в итоге целых 125 различных цветов. Кроме того, при работе над некоторыми сериями вроде «Карателя» разрешалось использовать и градацию K-тонов, что еще больше расширяло палитру колориста.
Совсем недавно колористы начали работать с акварелью или использовать аэрографию при колеровке, что позволяет добиваться интересных и неожиданных результатов.

## Компьютерная обработка
Колорист Стив Олифф в своей компании Olyoptics первым стал использовать компьютер для цветоделения. Хотя, в то время многие компании начали экспериментировать с компьютерами, Стив и его команда были первыми, кто автоматизировал работу колориста. В 1987 году подразделение Epic Comics компании Marvel Comics готовится к переводу и публикации японской манги «Akira». Олифф был выбран как колорист для этой работы и сумел убедить руководство Marvel, что наступило время использовать компьютер в изготовлении комиксов. После успешной публикации «Akira» в 1988 году практика раскраски комиксов с использованием компьютера становится повсеместной.
В начале 1990-х годов самыми популярными программами для раскраски и цветоделения были «Color Prep» и «Tint Prep» от всё той же компании Olyoptics, но вскоре между компаниями начинается гонка за обладание всё более совершенным программным обеспечением, что в итоге завершилось признанием графического редактора Adobe Photoshop фактически производственным стандартом.
Развитие технологий в области раскраски сильно повлияло на практику создания комикса в целом. До эры компьютеров художники часто использовали карандаш или кисть, добавляя тени для получения эффекта объемного изображения. Сейчас же художники зачастую оставляют проработку объёмности колористу, который, оперируя цветовыми градиентами и масками прозрачности, может достаточно просто добиться желаемого эффекта.

## Известные колористы
| - Джек Адлер - Джозетт Байот - Линн Варли - Татьяна Вуд - Ричард Исанове - Джероми Кокс - Джон Коффельт - Харрис Левей - Витторио Леонардо - Ли Лоугхрайд - Дэйв МакКейг | - Лаура Мартин - Пауль Моунтс - Стив Олифф / Olyoptics - Мари Северин - Алекс Синклер - Кристина Стрэйн - Дэйв Стюарт - Глайнис Уэйн - Георг Фриман / Digital Chameleon - Джон Хиггинс - Мэтт Холлингсворд - Эстер Хелениус |